# فجوة غذائية
فجوة غذائية يقصد بها عدم التناسب بين الكميات الغذائية اللازمة وعدد السكان، الأمر الذي يؤدي بالدولة المعنية لاستيراد الغذاء من الخارج. وبالتالي أي نقص في الموارد الغذائية يقابله زيادة في عدد السكان. هناك عوامل تساهم في توسيع فجوة الغذاء على سبيل المثال محدودية الاستثمار في المشروعات الزراعية والغذائية. وأشارت دراسات أن الفجوة الغذائية في العالم العربي وصلت إلى 128 مليار دولار في العام 2015، وفي عام 2013 أعلن الأمين العام للشؤون الاقتصادية بالأمانة العامة لمجلس الدول العربية أن الدول العربية يلزمها 30 عام لسد فجوة الغذاء.